# Jayme Tiomno
Jayme Tiomno (Río de Janeiro, 16 de abril de 1920 - Río de Janeiro, 12 de enero de 2011) fue un físico nuclear, teórico y experimental brasileño. Fue miembro de la Academia Brasileña de Ciencias.

## Biografía
Jayme Tiomno era descendiente de judíos rusos que emigraron a Brasil a comienzos del siglo XX. Tras terminar sus estudios en el Colégio Pedro II, entró a estudiar medicina en la Universidad Federal de Río de Janeiro, pero luego se cambió a física. Cursó cursos de postgrado en la Universidad de São Paulo con el profesor Mário Schenberg. 
Viajó a Estados Unidos a estudiar en la Universidad de Princeton con el renombrado físico John Archibald Wheeler. Durante algunos años conviviño con los mayores físicos de su tiempo, incluyendo a Albert Einstein, hasta su regreso a Brasil en 1950. 
Junto a César Lattes y José Leite Lopes, fundó el Centro Brasileño de Investigaciones Físicas, donde fue profesor titular. En 1965 llegó a hacer clases a la recién fundada Universidad de Brasilia, por invitación de Darcy Ribeiro. También dio clase en la Pontificia Universidad Católica de Río de Janeiro. Estuvo casado con la también física Elisa Frota Pessoa.